# Das Traumschiff: Tasmanien
Das Traumschiff: Tasmanien ist ein deutscher Fernsehfilm unter der Regie von Christine Kabisch, der am 26. Dezember 1995 im ZDF seine Erstausstrahlung hatte. Es ist die 26. Folge der Fernsehreihe Das Traumschiff.

## Handlung
- „Beate“,  „Rose“ und „Paul“: Beate ist Pharmaziestudentin und mit ihrer Tante Rose auf dem Schiff. Sie lernen den ängstlichen Bibliothekar Paul Gassner kennen. Rose mag ihn und hält ihn für einen guten Begleiter ihrer Nichte. Paul quälen seit seiner Kindheit Angstzustände. Sein Psychiater hat ihm die Schiffsreise als Therapie empfohlen. Auch Beate mag Paul und hilft ihm an Bord zurechtzufinden. Zwischendurch versucht Frank Dräger erfolglos mit Beate zu flirten, aber nur um Lisa zu ärgern. Bei einem Landgang in Tasmanien versucht Beate in einer einsamen Badebucht den ängstlichen Paul in Wassernähe zu locken – vergeblich. Als Lisa beim Surfen in Not gerät greift Paul zur Rettungsleine und krault zu ihr. Von seiner Angst erlöst beginnt für Paul ein neues Leben an der Seite von Beate.

- „Lisa“, „Marco“ und „Frank“: Frank Dräger ist Inhaber eines Gerüstbaubetriebs. Er hat seinen Prokuristen Marco Hausmann und dessen Ehefrau Lisa zu dieser Schiffsreise eingeladen. Frank und Lisa haben ein heimliches Verhältnis. Lisa liebt ihren Mann und möchte die Verbindung mit Frank lösen. Frank erpresst Lisa damit Marcos berufliche Karriere zu beenden, falls Lisa dieses Verhältnis beendet. Bei einem Landgang in Tasmanien unternehmen Lisa und Frank einen Surftrip und liegen liebend am Strand als Marco sie überrascht. Lisa steigt daraufhin auf ihr Surfbrett und surft davon. Nichtschwimmer Marco muss vom Strand aus beobachten, wie seine Frau in eine reißende Strömung gerät und Hilfe benötigt. Er ruft um Hilfe, was Frank nicht interessiert. Paul Gassner greift zur Rettungsleine und krault zu Lisa. Beide gelangen unverletzt zurück zum Ufer. Marco wartet mit offenen Armen auf Lisa und hat eine große Wut auf Frank.

- „Esther“,  „Robert“, „Doro“ und „Karl“: Esther ist Verkäuferin und hat die Reise bei einem Fernsehquiz gewonnen. Sie ist verunsichert vom Luxus an Bord. Zufällig lernt sie den Kunsttischler Robert kennen, der sich ihr gegenüber als reicher Schafzüchter ausgibt.  Esther trifft ihn bei einer Luxuskabine, die Robert aber nur repariert und nicht bewohnt. Karl und Doro durchschauen die Lüge von Robert. Esther erzählt Robert fälschlicherweise, sie sei die Besitzerin einer Nobelboutique.

- „Dr. Erwin Runge“: Er ist eine Jugendliebe von Beatrice, ehemaliger Chirurg und steckt in einer Krise. An Bord soll verheimlicht werden, dass er Arzt ist; nur Beatrice weiß es. Nachdem bei einer Operation ein Patient gestorben ist, führt er keine Operationen als Chirurg mehr durch. Auf hoher See hat Esther eine akute Blinddarmreizung, welche eine sofortige Operation nötig macht. Schiffsarzt Dr. Schröder kann nicht operieren, da er eine Handverletzung hat. Kapitän Hansen hat keine alternative Idee. Beatrice überredet Erwin zu operieren.